# Meriatum II
Meriatum (Mrj-(J)tm, "Estimat d'Atum") va ser un príncep egipci i gran sacerdot de Ra de la XX Dinastia. Era fill del faraó Ramsès III. Meriatum era germà dels faraons Ramsès IV, Ramsès VI i Ramsès VIII, i l'oncle dels faraons Ramsès V i Ramsès VII. El seu nom també apareix com a Ramsès Meriatum (Rˁ ms sw Mrj Jtmw).

## Vida
| mr | i | i | t · tm |

| mr | i | i | t · tm |

Fill de Ramsès III, Meriatum va néixer durant la segona part del regnat del seu pare. Conegut també com a Ramsès Meriatum en alguns documents, com la majoria dels fills de Ramsès III rep el nom d’un dels fills de Ramsès II, Meriatum I, i va tenir les mateixes funcions que el seu homònim a la dinastia XIX. De fet, va ser designat pel seu pare com a gran sacerdot del culte al déu Ra a Heliòpolis, i exercirà aquesta funció almenys fins al regnat de Ramsès V.

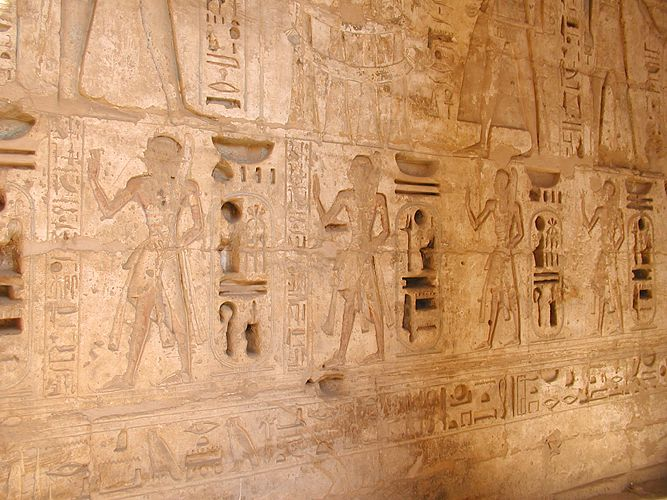
Processó de prínceps a Medinet Habu.

Meriatum apareix representat a la processó de fills reials de Medinet Habu. Va viure almenys durant els regnats de Ramsès IV i Ramsès V. Meriatum és esmentat també al papir de Wilbour.
El seu enterrament no s'ha trobat. Probablement és a Heliòpolis, on segons la tradició van ser enterrats els pontífexs del déu sol.